# Familia Rosetti

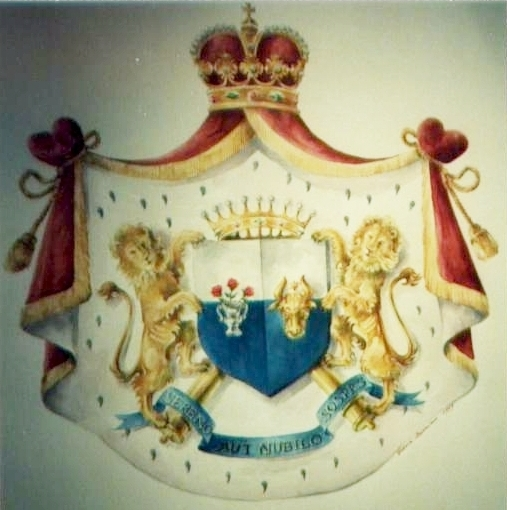
Blazonul familiei Ruset/Rosetti/Rossetti

Familia Rosetti (sau Rossetti), a fost o veche familie boierească din Moldova, cu origini bizantine și italiene. Există mai multe ramuri ale familiei numite după proprietățile lor: Roznovanu, Solescu, Bălănescu, Răducanu, Ciortescu, Tescanu și Bibica. Familia Rosetti din Muntenia este o altă ramură a familiei care s-a stabilit inițial în Moldova.

## Membri notabili
- Alexandru Rosetti, lingvist
- Antonie Ruset, Prinț al Moldovei
- Elena Cuza, filantrop; prințesă consort a Principatelor Unite și soția domnitorului Alexandru Ioan Cuza
- C. A. Rosetti, politician și scriitor
- Maria Rosetti, activistă politic, jurnalistă, filantrop
- Radu D. Rosetti, poet
- Radu R. Rosetti, general și istoric
- Theodor Rosetti, scriitor, jurnalist și politician care a servit ca prim-ministru al României
- Nicolae Rosetti-Bălănescu, avocat și politician
- Emanuel Giani Ruset, Prinț al Țării Românești și Prinț al Moldovei
- Ionel Rosetti, profesor de limba română și poet